# Famille Ruckers
Pour les articles homonymes, voir Ruckers.
La famille Ruckers (variantes : Ruckaert, Ruckaerts, Rucqueer, Rueckers, Ruekaerts, Ruijkers, Rukkers, Rycardt) est la plus célèbre famille de facteurs de clavecins établis à Anvers aux XVIe et XVIIe siècles. On y associe aussi le nom de Couchet.
Le fondateur est Hans Ruckers, né à Malines vers 1555 et établi à Anvers avant 1575. Cette année, il se maria le 25 juin à la cathédrale Notre-Dame. Il fut admis en 1579, en tant que facteur d'instruments, dans la Guilde de Saint-Luc, corporation anversoise des artisans d'art et artistes.
Hans Ruckers eut parmi ses enfants, deux fils qui furent aussi facteurs :
- Ioannes, né en 1578 et mort en 1642, reprit l'affaire de son père après le décès de ses parents ; il se maria en 1604 et fut admis à la Guilde en 1611. Il était responsable de la maintenance des orgues de plusieurs églises anversoises.
- Andreas I, né en 1579 et mort vers 1652 installa son propre atelier à proximité, après avoir commencé par travailler avec son frère ainé.

Un des fils d'Andreas I, portant le même prénom (Andreas II) et né en 1607  lui succéda après avoir été son apprenti. Il fut admis à la Guilde en 1637 et semble avoir travaillé avec son père jusqu'à la mort de celui-ci. Lui-même mourut peu de temps après, vers 1655. Leurs productions sont quasi-indiscernables.
Catharina, la sœur de Ioannes et d'Andreas I, eut un fils, Ioannes Couchet, né en 1615 qui devint apprenti chez son oncle Ioannes et travailla avec lui jusqu'à sa mort en 1642. Il fut alors admis à la Guilde puis se maria en 1643. Son renom en tant que facteur de clavecin fut grand. Il eut plusieurs enfants qui poursuivirent son activité mais qui sont moins prisés.

La rosace identifie le facteur
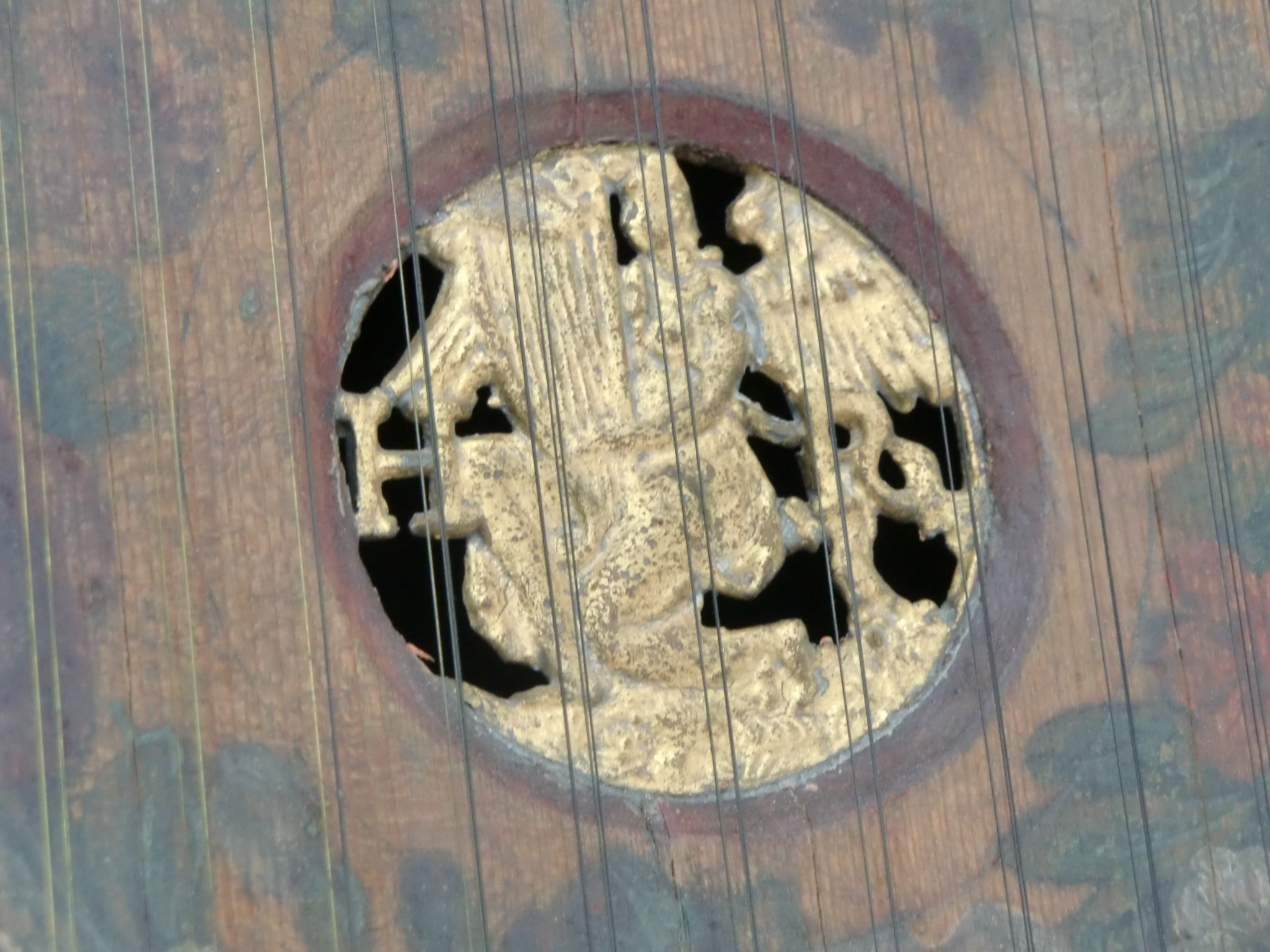
Hans Ruckers (HR)
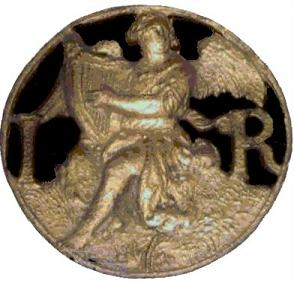
Ioannes Ruckers (IR)

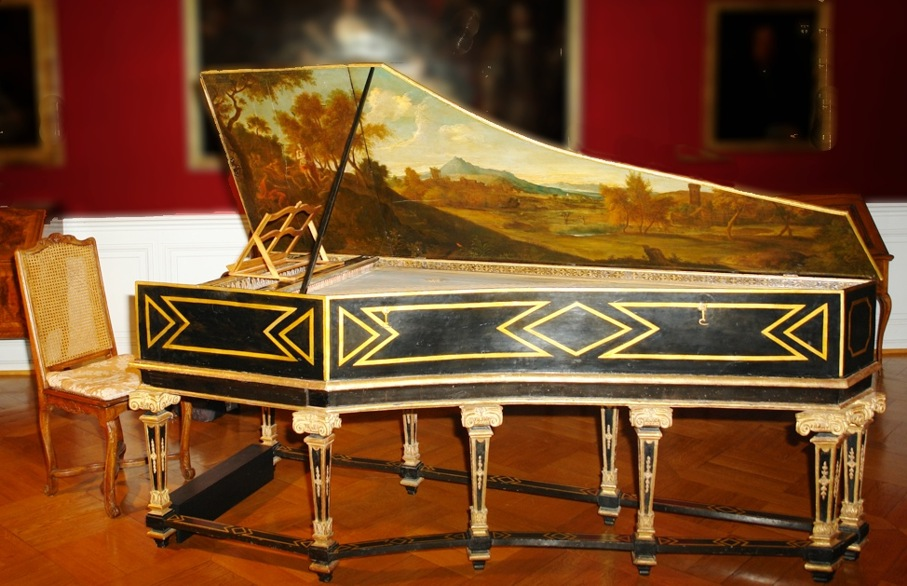
Clavecin Ruckers de Colmar

Il subsiste plus de 130 instruments de leur production entre 1580 et 1680 et ceux-ci, qui revêtent une grande variété de formes, constituent l'ensemble le plus significatif et le plus représentatif de l'école flamande. Il s'y trouve des épinettes, des virginals, des muselaars, des clavecins à simple ou double clavier (un clavier en Do indépendant d'un clavier en FA), et des instruments plus rares tels que le fameux « mère et enfant » composé de deux instruments distincts (un muselaar couplé à un ottavino) superposables pour être joués ensemble ou même des instruments de prestige combinant dans la même caisse un clavecin et un virginal.
La sonorité remarquable des clavecins Ruckers en fit les plus recherchés de leur époque. Les plus grands instrumentistes en possédaient, particulièrement en France. Lorsque les étendues de clavier s'agrandirent, les facteurs méridionaux puis parisiens profitèrent de la réputation des clavecins flamands pour les transformer, dans une opération dite de «ravalement »  afin de conserver les tables d'harmonie fétiches et d'accoupler les claviers. De ce fait, de nombreux Ruckers terminèrent leur carrière incorporés à des clavecins français. Le progrès apporté par les facteurs français fut de rendre cohérent l'instrument et d'y ajouter un jeu d'octave.